# Ravar
Rāvar (farsi {{{2}}}‎) è il capoluogo dello shahrestān di Ravar, circoscrizione Centrale, nella provincia di Kerman, in Iran. Aveva, nel 2006, una popolazione di 22.910  abitanti.